# Anouar Ben Abdallah
Anouar Ben Abdallah (arabisk: أنور بن عبدالله; født 20. juni 1996) er en tunesisk håndboldspiller for Kazma SC og det tunesiske landshold..
Han deltog ved verdensmesterskabet i håndbold for mænd i 2017.